# Abbaye Saint-Victorien
L’abbaye Saint-Victorien ou monastère royal Saint-Victorien (en espagnol : Real Monasterio de San Victorián ; en aragonais : Reyal Monesterio de Sant Veturián ou Beturián) est un monastère de style roman, héritier de l'abbaye d'Asán (sans doute présente au même emplacement dès le VIe siècle), situé à proximité de la localité de Los Molinos, sur le territoire de la commune d'El Pueyo de Araguás (comarque de Sobrarbe, province de Huesca, communauté autonome d'Aragon, Espagne). Les bâtiments actuels ont été construits entre le XIe et le XVIIIe siècles. La vie monastique s'y est interrompue en 1835 et les bâtiments appartiennent aujourd'hui à la Députation générale d'Aragon. L'abbaye se trouve à 1 200 mètres d'altitude, sur les pentes de la Sierra Ferrera. 

## Histoire

### Le monastère d'Asán
Saint-Victorien a peut-être été construit à l'emplacement où se trouvait auparavant, dès le VIe ou le VIIe siècles, un autre monastère appelé abbaye d'Asán. Celui-ci a pu être fondé dès le règne du roi wisigoth Geisalic, entre 507 et 511, ce qui en ferait le plus ancien monastère d'Espagne. Le fondateur du monastère aurait pu être l'ermite Victorien (connu en espagnol sous le nom de Victorián ou Victoriano, et en aragonais sous le nom de Veturián, Vitorián ou Viturián), autour duquel se seraient regroupés des moines qui l'auraient élu abbé en 511. Des fouilles archéologiques récentes ont mis en évidence la présence d'éléments architecturaux paléochrétiens (remontant jusqu'au VIe siècle) et préromans.
Selon une autre hypothèse, Asán se serait trouvé dans les environs du château de Montearagón (construit ultérieurement), dans la Hoya de Huesca, et les moines auraient ultérieurement (peut-être au Xe siècle, quand la région est mieux sécurisée contre les attaques musulmanes par les comtes de Ribagorce) transporté les reliques de saint Victorien en Sobrarbe. De nombreux évêques de la partie orientale des Pyrénées auraient été choisis parmi les moines d'Asán.

### Saint-Victorien
Les premières sources attestant de la présence d'un monastère sur le site occupé actuellement remontent au Xe siècle. 
Sous l'impulsion des rois Sanche III Garcés, Ramire Ier d'Aragon et Sanche Ier d'Aragon, d'importants travaux de construction ont lieu au XIe siècle, desquels subsistent peu d'éléments architecturaux. Saint-Victorien est à l'époque l'un des plus importants monastères d'Aragon, avec entre autres Saint-Jean de la Peña.
Le roi Ramire Ier d'Aragon fit d'importantes donations au monastère, dont deux familles d'esclaves - celle d'Oriolus et de sa femme Elo, de Villa Alascore, et celle d'un autre homme, femme et enfants, de Villa Luzares -, ainsi que leurs propriétés et leurs descendants, à perpétuité:

« ...concedo supradicto monasterio unum hominem, in villa Alascore nomine Oriolus, cum uxore sua Elo, et alium hominem in villa Luzares cum filiis et filiabus suis... hos homines dono jam dicto monasterio cum domibus et uxoribus suis, et cum universis posteritatibus suis, et com omnibus que possident, vel in antea augmentare, comparare, vel escalidare potuerint, ipsi et omnes generationes eorum per secula seculorum. »

À partir du XIIe siècle, avec la progression de la Reconquista et le transfert des centres de pouvoir vers le sud, il perd de son importance politique mais garde un poids économique significatif dans le Haut-Aragon. De nombreux travaux de construction sont entrepris au XVIe siècle, notamment celle d'une nouvelle maison abbatiale, et une grande partie des bâtiments actuels datent de cette époque. En 1571, une bulle du pape Pie V prive le monastère d'une part importante de ses propriétés, au profit du diocèse de Barbastro ; s'ensuit une période de relatif déclin. 
Toutefois, au cours de la première moitié du XVIIIe siècle (la croisée du transept et le chevet portent respectivement les dates 1734 et 1736), l'église est reconstruite dans le style baroque, grâce au soutien du roi d'Espagne Philippe V. La vie monastique cesse en 1835-1836, après la desamortización de Mendizábal.

### Après la fin de la vie monastique

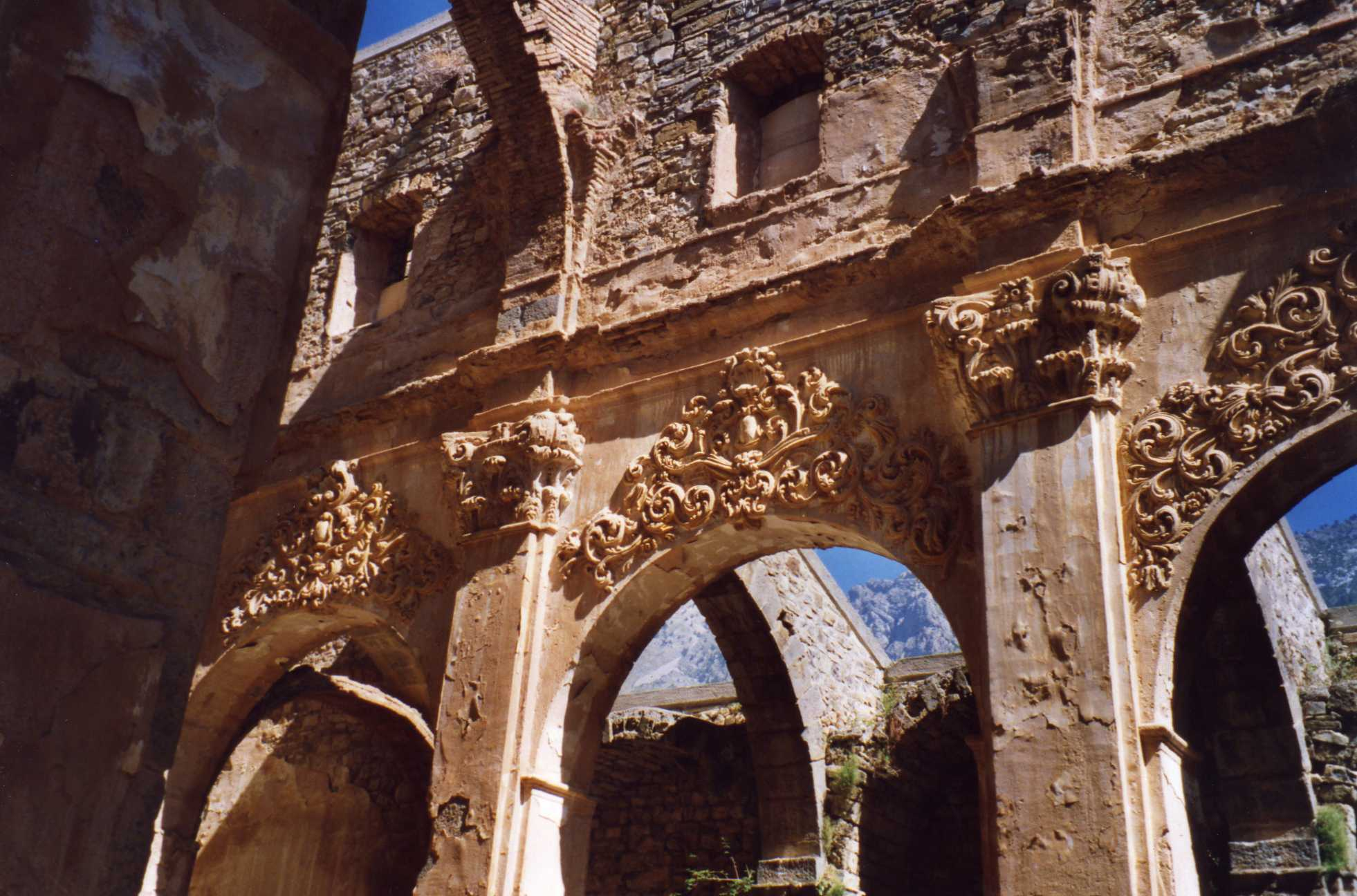
L'église en 2000, avant les travaux de restauration de la toiture.

L'abbaye reste à l'abandon pendant plus d'un siècle, jusqu'à ce qu'au cours des années 1950, le diocèse transfère le retable principal dans la cathédrale de Barbastro, où il se trouve toujours aujourd'hui, et les stalles à la collégiale Saint-Pierre de Boltaña. Une mitre abbatiale de la seconde moitié du XIe siècle est conservée au musée diocésain de Barbastro. 
Le monastère se trouve dans un état de délabrement avancé au début des années 1990, et des travaux de restauration importants sont entrepris au cours des deux décennies qui suivent, visant en particulier la toiture de l'église, avec le soutien du ministère de la Culture et de la Députation générale d'Aragon. Saint-Victorien est déclaré bien d'intérêt culturel en 2002 par la Députation générale d'Aragon. 

## Architecture
L'ensemble monastique a perdu un grand nombre de ses bâtiments, mais subsistent notamment le dortoir, le cloître (dont le côté nord a été détruit lors de la construction de la nouvelle église au XVIIIe siècle) et la résidence de l'abbé (XVIe siècle). L'ensemble est clos par un mur de quatre à six mètres de haut, sauf du côté ouest. 